# NGC 2923
NGC 2923 (również PGC 27306) – galaktyka spiralna z poprzeczką znajdująca się w gwiazdozbiorze Lwa. Odkrył ją Albert Marth 1 kwietnia 1864 roku.
W galaktyce tej zaobserwowano supernową SN 2005K.